# Lou Hirsch
Pour les articles homonymes, voir Hirsch.
Lou Hirsch est un acteur américain né le 27 février 1955 à New York (États-Unis).

## Filmographie
- 1982 : We'll Meet Again (série TV) : Sgt. Hymie Stutz
- 1983 : Superman 3 : Fred
- 1983 : Lady Revanche : Bernie
- 1985 : Une nuit de réflexion (Insignificance) de Nicolas Roeg : Charlie
- 1985 : John and Yoko: A Love Story (TV) : Allen Klein
- 1986 : Riders of the Storm : Vet 1
- 1986 : Nuit de noce chez les fantômes (Haunted Honeymoon) : Sponsor
- 1986 : Les Derniers jours de Patton (The Last Days of Patton) (TV) : Dexter
- 1987 : London Embassy (feuilleton TV) : Vic Scaduto
- 1987 : The Bell-Run (TV) : Max
- 1988 : Qui veut la peau de Roger Rabbit (Who Framed Roger Rabbit) de Robert Zemeckis : Adult Baby Herman (voix)
- 1989 : Tummy Trouble : Adult Baby Herman (voix)
- 1989 : Red King, White Knight (TV) : Baetz
- 1990 : Gophers! (série TV) : Chuck Gopher
- 1990 : Kappatoo (série TV) : Donut
- 1990 : Roller Coaster Rabbit : Adult Baby Herman (voix)
- 1992 : Wild West : Hank Goldstein
- 1993 : Trail Mix-Up : Adult Baby Herman (voix)
- 1994 : Tom & Viv : Captain Todd
- 1996 : The Best of Roger Rabbit (vidéo) : Adult Baby Herman (voix)
- 1996 : Over Here (TV) : Tomasz
- 2001 : Death, Deceit & Destiny Aboard the Orient Express : Fred Wallace
- 2003 : Marines (vidéo) : Flanders
- 2004 : Thunderbirds : Headmaster